# Grammy Award al miglior album pop latino
Il Grammy Award al miglior album pop latino (Grammy Award for Best Latin Pop Album) è un premio Grammy istituito nel 1984 che viene conferito dalla National Academy of Recording Arts and Sciences nell'ambito dei Grammy Awards all'album discografico pop latino migliore secondo l'accademia.
Nel corso della sua storia, questo premio ha subito piccoli cambi di nome: Miglior interpretazione pop latina (Best Latin Pop Performance) dal 1984 al 1991 e di nuovo dal 1995 al 2000, Miglior album pop latino o urban (Best Latin Pop or Urban Album) dal 1992 al 1994 e nel 2021 ed, infine, Miglior album pop latino (Best Latin Pop Album) dal 2022.

## Vincitori e candidati

### Miglior interpretazione pop latina (1984-1991)

#### Anni 1980
- 1984
  - José Feliciano - Me Enamoré
  - Plácido Domingo - Bésame Mucho
  - Lani Hall - Lani

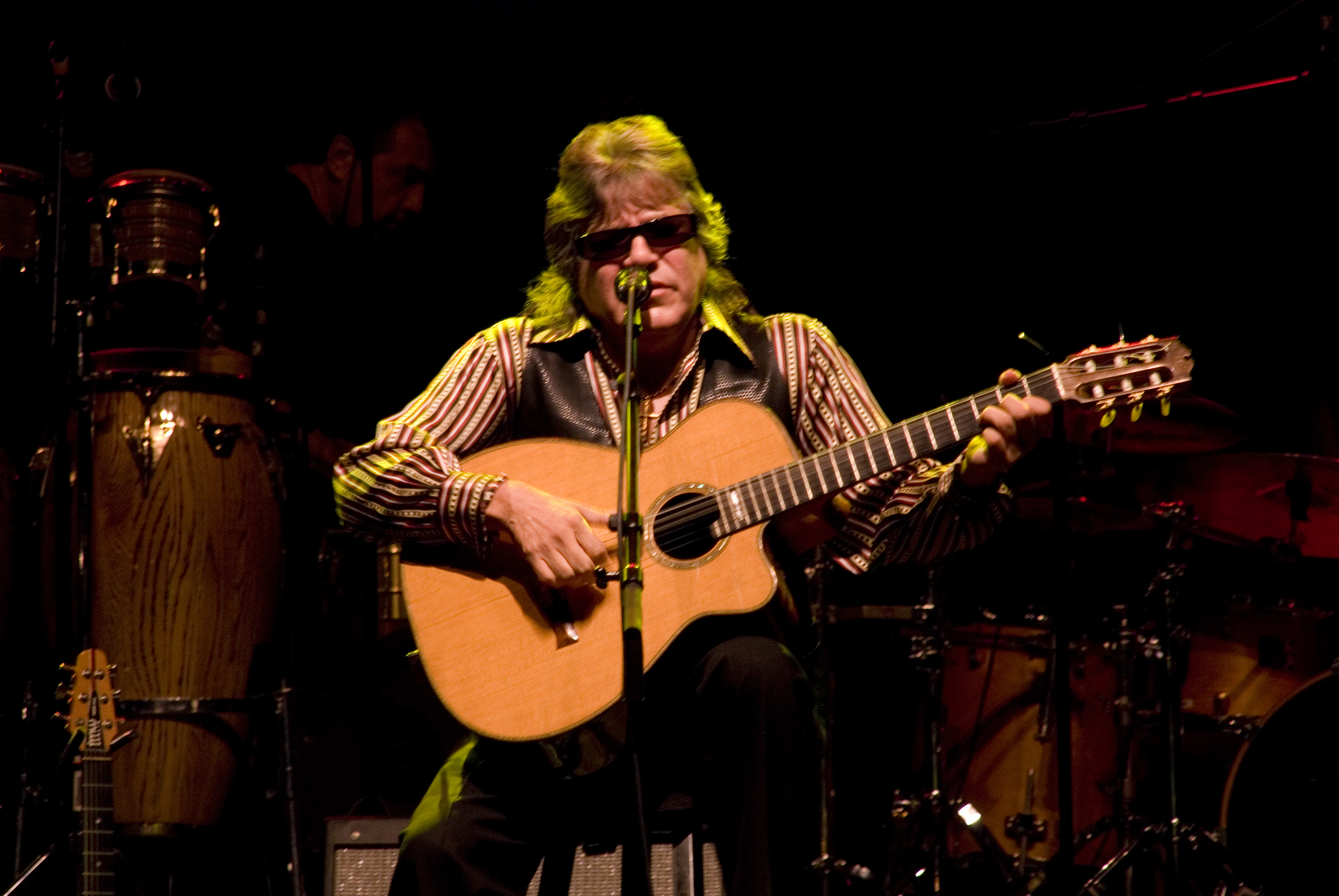
José Feliciano ha vinto 4 premi in questa categoria

  - Menudo - Una Aventura Llamada Menudo
  - José Luis Rodríguez - Ven
- 1985
  - Plácido Domingo - Siempre en Mi Corazón-Always in My Heart
  - María Conchita Alonso - María Conchita
  - José Feliciano - Como Tu Quieres
  - José José - Secretos
  - Johnny - Invítame
  - Menudo - Evolución
- 1986
  - Lani Hall - Es Fácil Amar
  - José Feliciano - Ya Soy Tuyo
  - José Feliciano e José José - Por Ella
  - José José - Reflexiones
  - Lucía Méndez - Sólo Una Mujer
- 1987
  - José Feliciano - Le Lo Lai
  - José José - Pruebame
  - Pandora - ¿Cómo Te Va Mi Amor?
  - Danny Rivera - Inolvidable Tito... A Mi Me Pasa lo Mismo que a Usted
  - Yuri - Yo Te Pido Amor
- 1988
  - Julio Iglesias - Un Hombre Solo
  - María Conchita Alonso - Otra Mentira Más
  - Braulio - En Bancarrota
  - Emmanuel - Solo
  - José José - Siempre Contigo
  - Lunna - Lunna
  - Luis Miguel - Luis Miguel '87 Soy Como Quiero Ser
  - Yolandita Monge - Laberinto de Amor
  - Danny Rivera - Amar o Morir
- 1989
  - Roberto Carlos - Roberto Carlos
  - Dyango - Cae la Noche
  - José José - Soy Así
  - José Luis Perales - Sueño de Libertad
  - Raphael - Las Apariencias Engañan

#### Anni 1990
- 1990
  - José Feliciano - Cielito Lindo
  - Chayanne - Chayanne
  - Dyango - Suspiros
  - Miguel Gallardo - América
  - José Luis Rodríguez - Baila Mi Rumba
- 1991
  - José Feliciano - ¿Por Qué Te Tengo Que Olvidar?
  - Duncan Dhu - Autobiografía
  - Ana Gabriel - Quién Como Tú
  - Luis Miguel - 20 Años
  - Isabel Pantoja - Se Me Enamora el Alma

### Miglior album pop latino o urban (1992-1995)
- 1992
  - Cosas del Amor - Vikki Carr
  - A Través de Tus Ojos - Los Bukis
  - Flor de Papel - Alejandra Guzmán
  - ...Con Amor Eterno - Pandora
  - Amada Más Que Nunca - Daniela Romo
- 1993
  - Otro Día Más Sin Verte - Jon Secada
  - Agua Nueva - Cristian Castro
  - Calor - Julio Iglesias
  - Romance - Luis Miguel
  - Ave Fénix - Raphael
  - El Puma en Ritmo - José Luis Rodríguez
- 1994
  - Aries - Luis Miguel
  - Imáginame - María Conchita Alonso
  - Brindo a la Vida, al Bolero, a Ti - Vikki Carr
  - Latin Street '92 - José Feliciano
  - Algo Más Que Amor - The Triplets

### Miglior interpretazione pop latina (1995-2000)
- 1995
  - Luis Miguel - Segundo Romance

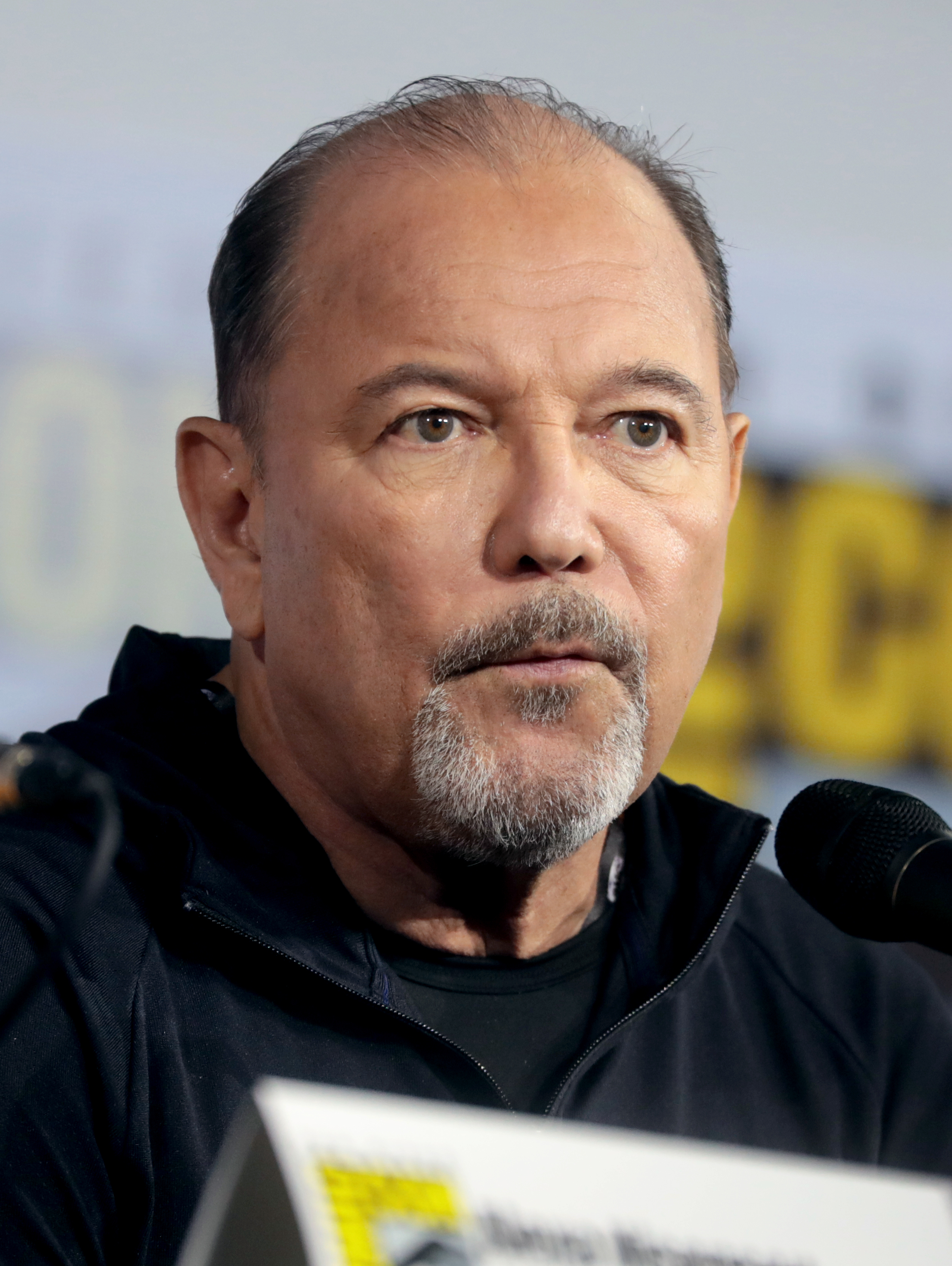
Rubén Blades ha vinto 3 volte in questa categoria

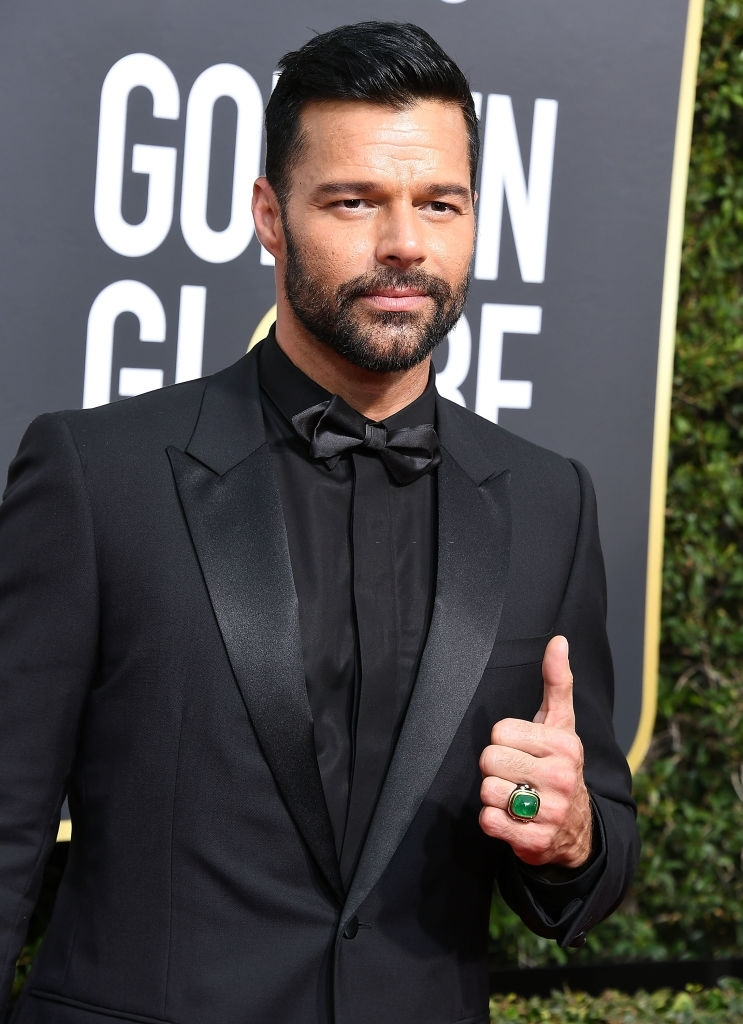
Ricky Martin ha vinto 2 volte in questa categoria

  - Cristian Castro - El Camino del Alma
  - Plácido Domingo - De Mi Alma Latina
  - Juan Gabriel - Gracias Por Esperar
  - La Mafia - Vida
- 1996
  - Jon Secada - Amor
  - Adolfo Angel e Gustavo Angel - Nuestras Canciones
  - Rocío Dúrcal - Hay Amores Y Amores
  - Julio Iglesias - La Carretera
  - Maná - Cuando los Ángeles Lloran
- 1997
  - Enrique Iglesias - Enrique Iglesias
  - Vikki Carr - Emociones
  - José Feliciano - Americano
  - Luis Miguel - Nada Es Igual...
  - Marco Antonio Solís - En Pleno Vuelo
- 1998
  - Luis Miguel - Romance
  - Cristian Castro - Lo Mejor de Mí
  - Alejandro Fernández - Me Estoy Enamorando
  - Enrique Iglesias - Vivir
  - Julio Iglesias - Tango
- 1999
  - Ricky Martin - Vuelve
  - Chayanne - Atado a Tu Amor
  - José Feliciano - Señor Bolero
  - Juan Gabriel - Celebrando 25 Años de Juan Gabriel: En Concierto en el Palacio de Bellas Artes
  - Enrique Iglesias - Cosas del Amor
- 2000
  - Rubén Blades - Tiempos
  - Juan Luis Guerra - Ni Es Lo Mismo Ni Es Igual
  - Maná - MTV Unplugged
  - Luis Miguel - Amarte Es Un Placer
  - Jaci Velasquez - Llegar a Tí

### Miglior album pop latino (2001-2020)

#### Anni 2000
- 2001
  - MTV Unplugged - Shakira
  - Mi Reflejo - Christina Aguilera

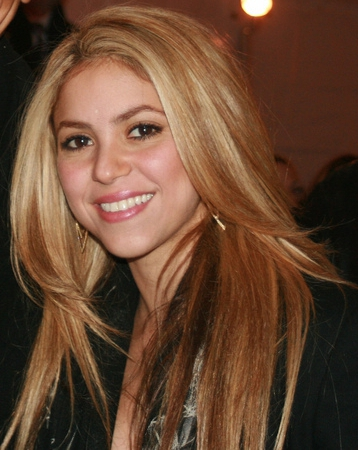
Shakira ha vinto tre volte in questa categoria: nel 2001, nel 2018 e nel 2025

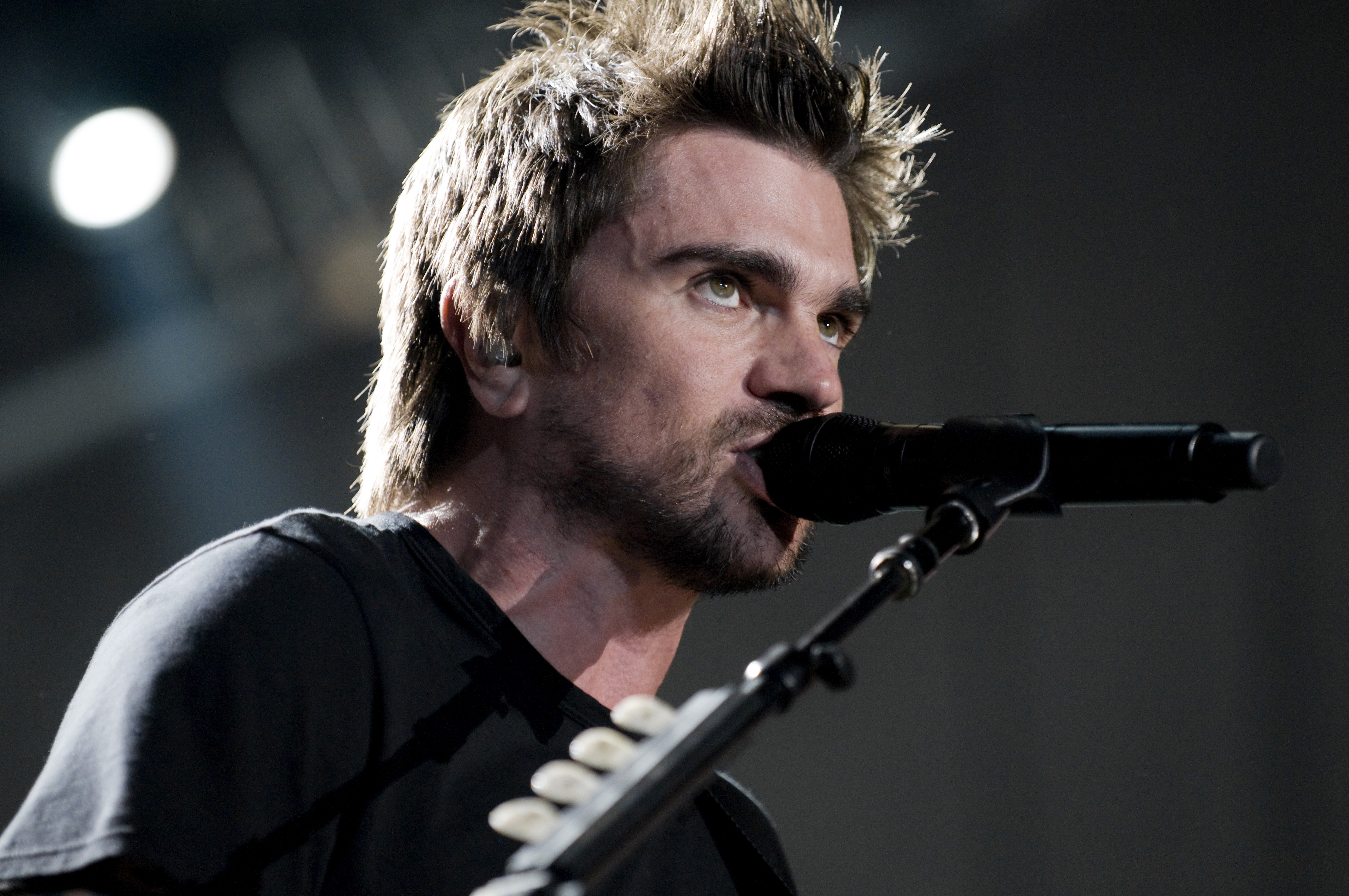
Juanes ha vinto due volte in questa categoria

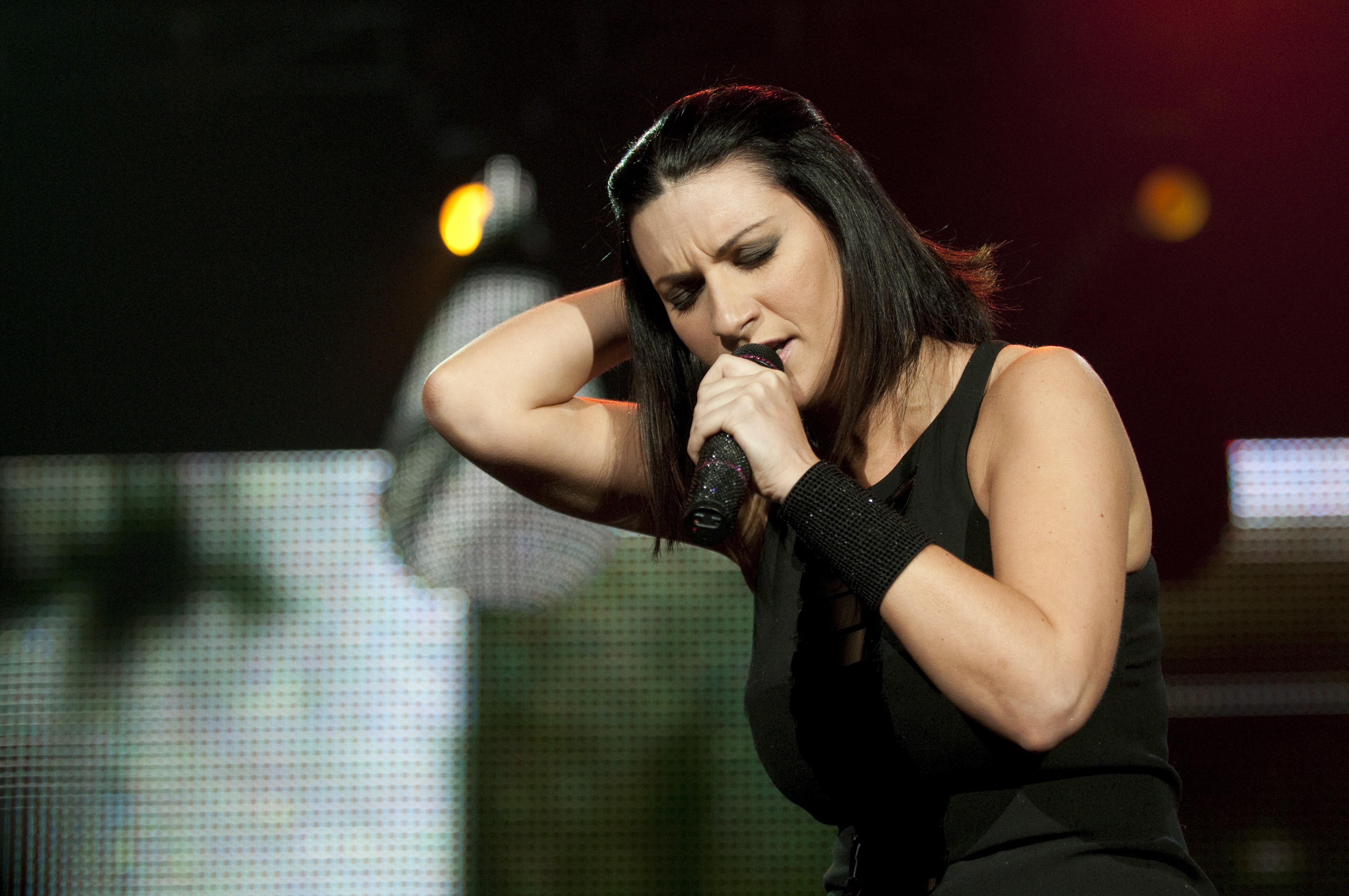
Laura Pausini ha vinto nel 2006 per l'album Escucha

  - Oscar De La Hoya - Óscar de la Hoya
  - Vivo - Luis Miguel
  - El Alma al Aire - Alejandro Sanz
- 2002
  - La Música de Baldemar Huerta - Freddy Fender
  - Simplemente - Chayanne
  - Azul - Cristian Castro
  - Abrázame Muy Fuerte - Juan Gabriel
  - Mi Corazón - Jaci Velasquez
- 2003
  - Caraluna - Bacilos
  - Moreno - Jorge Moreno
  - Bohemio Enamorado - Donato Poveda
  - Sin Bandera - Sin Bandera
  - Un Mundo Diferente - Diego Torres
- 2004
  - No es lo mismo - Alejandro Sanz
  - Sincero - Chayanne
  - Natalia Lafourcade - Natalia Lafourcade
  - 33 - Luis Miguel
  - Lo Que te Conté Mientras te Hacías la Dormida - La Oreja de Van Gogh
- 2005
  - Amar Sin Mentiras - Marc Anthony
  - Sin Vergüenza - Bacilos
  - Pau-Latina - Paulina Rubio
  - MTV Unplugged - Diego Torres
  - El Rock de Mi Pueblo - Carlos Vives
- 2006[1]
  - Escucha - Laura Pausini
  - Solo - Ricardo Arjona
  - Eco - Jorge Drexler
  - Andrea Echeverri - Andrea Echeverri
  - Citi Zen - Kevin Johansen
- 2007
  - Adentro - Ricardo Arjona
  - Limón y sal - Julieta Venegas
  - Lo Que Trajo el Barco - Obie Bermúdez
  - Individual - Fulano
  - Trozos de Mi Alma, Vol. 2 - Marco Antonio Solís
- 2008
  - El tren de los momentos - Alejandro Sanz
  - Papito - Miguel Bosé e AA.VV.
  - 12 Segundos de Oscuridad - Jorge Drexler
  - Navidades - Luis Miguel
  - Dicen Que El Tiempo - Jennifer Peña
- 2009
  - La vida... es un ratico - Juanes
  - Cara B - Jorge Drexler
  - Palabras del Silencio - Luis Fonsi
  - Cómplices - Luis Miguel
  - Tarde o Temprano - Tommy Torres

#### Anni 2010
- 2011
  - Paraíso Express - Alejandro Sanz
  - Poquita Ropa - Ricardo Arjona
  - Alex Cuba - Alex Cuba
  - Boleto de Entrada - Kany García
  - Otra Cosa - Julieta Venegas
- 2012: non assegnato
- 2013

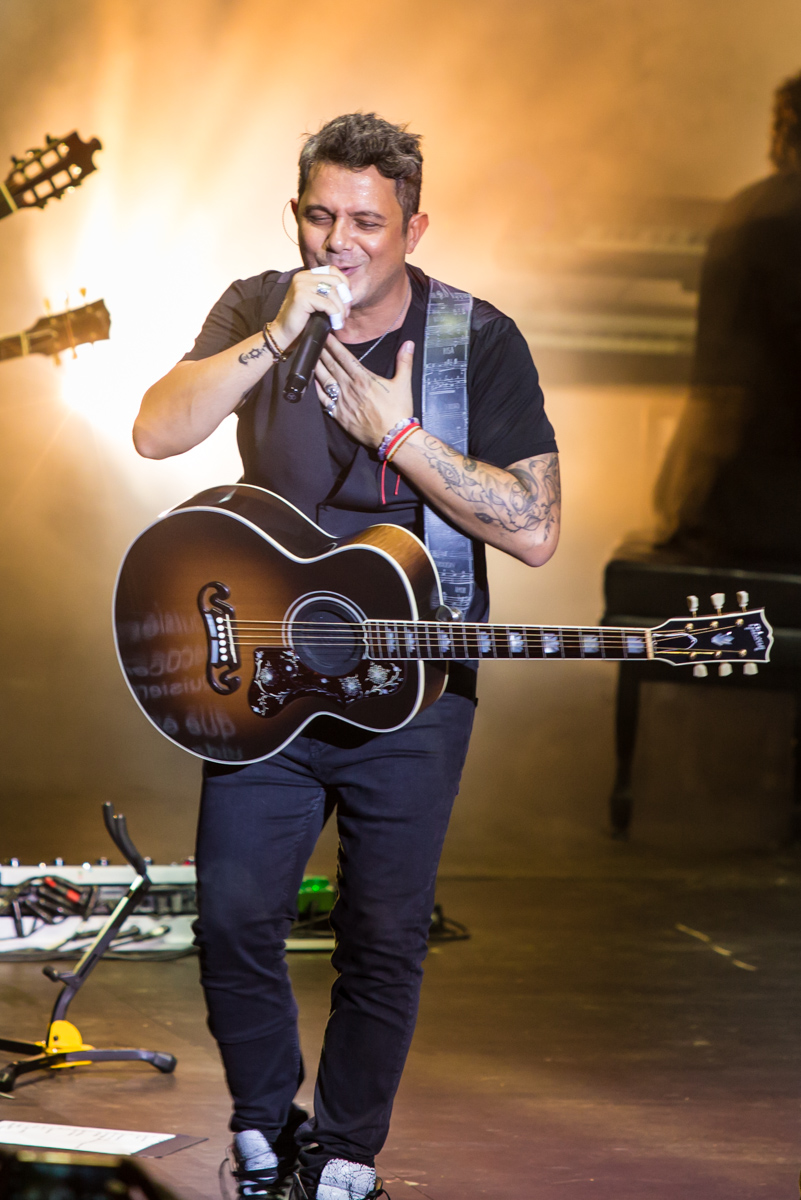
Alejandro Sanz ha vinto 4 volte in questa categoria: nel 2004, 2008, 2001 e 2016

  - MTV Unplugged: Deluxe Edition - Juanes
  - Independiente - Ricardo Arjona
  - Ilusión - Fonseca
  - Kany García - Kany García
  - ¿Con Quién Se Queda El Perro? - Jesse & Joy
- 2014
  - Vida - Draco Rosa
  - Faith, Hope y Amor - Frankie J
  - Viajero Frecuente - Ricardo Montaner
  - Syntek - Aleks Syntek
  - 12 Historias - Tommy Torres
- 2015
  - Tangos - Rubén Blades
  - Elypse - Camila
  - Raíz - Lila Downs, Niña Pastori e Soledad
  - Loco de Amor - Juanes
  - Gracias Por Estar Aquí - Marco Antonio Solís
- 2016[2]
  - A Quien Quiera Escuchar (Deluxe Edition) - Ricky Martin
  - Terral - Pablo Alborán
  - Healer - Alex Cuba
  - Sirope - Alejandro Sanz
  - Algo Sucede - Julieta Venegas
- 2017[3][4]
  - Un besito más - Jesse & Joy
  - Ilusión - Gaby Moreno
  - Similares - Laura Pausini
  - Seguir Latiendo - Sanalejo
  - Buena Vida - Diego Torres
- 2018[5]
  - El Dorado - Shakira
  - Lo Único Constante - Alex Cuba
  - Mis Planes Son Amarte - Juanes
  - Amar y Vivir: En Vivo desde la Ciudad de México, 2017 - La Santa Cecilia
  - Musas (Un Homenaje al Folclore Latinoamericano en Manos de Los Macorinos) - Natalia Lafourcade
- 2019[6]
  - Sincera - Claudia Brant
  - Prometo - Pablo Alborán
  - Musas (Un Homenaje al Folclore Latinoamericano En Manos de Los Macorinos), Vol. 2 - Natalia Lafourcade
  - 2:00 AM - Raquel Sofía
  - Vives - Carlos Vives

#### Anni 2020
- 2020[7]
  - #ElDisco - Alejandro Sanz
  - Vida - Luis Fonsi
  - 11:11 - Maluma
  - Montaner - Ricardo Montaner
  - Fantasía - Sebastián Yatra

### Miglior album pop latino o urban (2021)
- 2021[8]
  - YHLQMDLG - Bad Bunny
  - Por Primera Vez - Camilo
  - Mesa Para Dos - Kany García
  - Pausa - Ricky Martin
  - 3:33 - Debi Nova

### Miglior album pop latino

#### Anni 2020
- 2022[9]
  - Mendó - Alex Cuba
  - Vértigo - Pablo Alborán
  - Mis Amores - Paula Arenas
  - Hecho a la Antigua - Ricardo Arjona
  - Mis Manos - Camilo
  - Revelación - Selena Gomez
- 2023[10]
  - Pasieros - Rubén Blades e Boca Livre
  - Aguilera - Christina Aguilera
  - De Adentro Pa Afuera - Camilo
  - Viajante - Fonseca
  - Dharma + - Sebastián Yatra
- 2024[11][12]
  - X Mí (Vol. 1) – Gaby Moreno
  - La Cuarta Hoja – Pablo Alborán
  - Beautiful Humans, Vol. 1 – AleMor
  - A Ciegas – Paula Arenas
  - La Neta – Pedro Capó
  - Don Juan – Maluma

- 2025[13]
  - Las Mujeres Ya No Lloran – Shakira
  - Funk Generation – Anitta
  - El Viaje – Luis Fonsi
  - García – Kany García
  - Orquídeas – Kali Uchis